# Catedrala din Anvers
Catedrala Maicii Domnului (în neerlandeză Onze-Lieve-Vrouwekathedraal (Antwerpen), iar în franceză Cathédrale Notre-Dame d'Anvers) este o catedrală romano-catolică din Anvers, Belgia. Construcția edificiului, astăzi sediu al Diecezei de Anvers, a început în 1352 și, deși primul stadiu al lucrării a fost completat în 1521, ea nu a fost niciodată terminată. Realizat în stil gotic, lăcașul de cult a fost proiectat de arhitecții Jan și Pieter Appelmans. În interior se găsește un număr semnificativ de lucrări ale pictorului baroc Peter Paul Rubens, dar pot fi admirate și picturi ale altor artiști, precum Otto van Veen, Jacob de Backer și Marten de Vos.
Clopotnița catedralei este inclusă în capitolul Clopotnițe din Belgia și Franța în lista cu Locuri din Patrimoniul Mondial UNESCO.

## Istoric
Biserica actuală, terminată în 1521, după 170 de ani de construcție, înlocuiește o veche capelă romanică construită în secolul al X-lea în același loc, dedicată Fecioarei Maria, transformată în biserică romanică în 1124 cu ocazia fondării parohiei.
Din 1350 până în 1520 locuitorii din Anvers au ridicat cea mai mare biserică gotică din Țările de Jos (la început avea 5 nave, dar a ajuns ulterior să aibă 7).

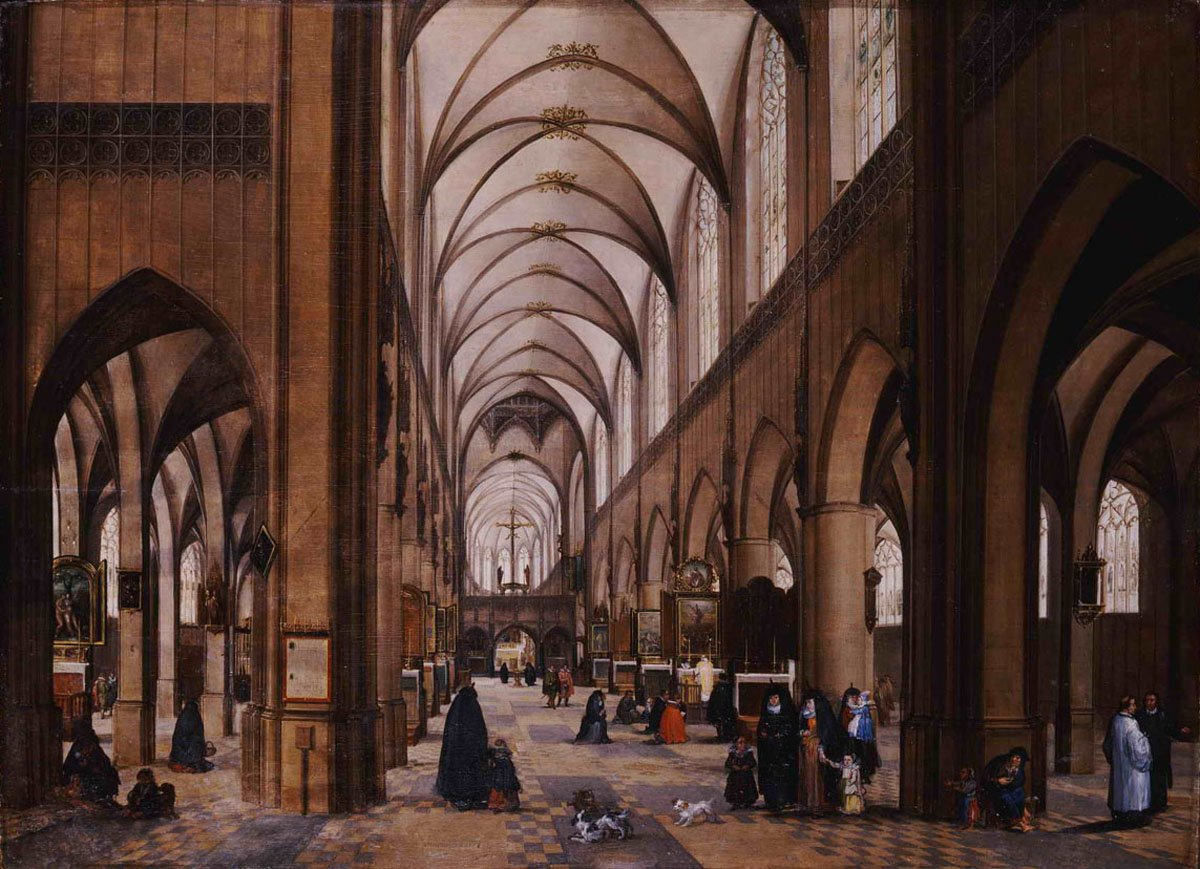
Interior al catedralei din Anvers. Hendrik van Steenwijk I

Împăratul Carol Quintul avea ambiția să construiască o biserică mult mai vastă. Proiectul, denumit nieuw werck, prevedea construirea unei biserici de trei ori mai mari decât edificiul existent și dotat cu cinci turnuri, dar incendiul din noaptea de 5 spre 6 octombrie 1533 a pus capăt acestui vis.
În 1559, cu ocazia înființării diecezei de Anvers, biserica a fost consacrată cu statutul de catedrală. A rămas catedrală din 1559 până în 1801, dată la care dieceza a fost suprimată prin concordatul din 1801 încheiat între Primul Imperiu Napoleonian și papa Pius al VII-lea.
Catedrala a fost jefuită și avariată la 19 august 1566, apoi din nou în 1581 de iconoclaști. În 1585, după ce orașul Anvers a fost cucerit de Alessandro Farnese, ea a fost redată cultului catolic și reamenajată parțial în stilul baroc, apoi neoclasic în secolul al XVIII-lea. A suferit de pe urma rechizițiilor impuse de revoluționarii veniți din Franța în 1794. Numeroase tablouri au fost transportate la Paris.
La restabilirea diecezei de Anvers (1961) și-a recuperat statutul de catedrală, iar la sfârșitul secolului al XX-lea a făcut obiectul unei mari restaurări pe baze științifice, mai întâi fațada de vest, apoi portalurile și turnul, înainte ca restauratorii să înceapă munca în interiorul monumentului (nava și corul, apoi capelele periferice (lucrări în curs).

## Descriere generală

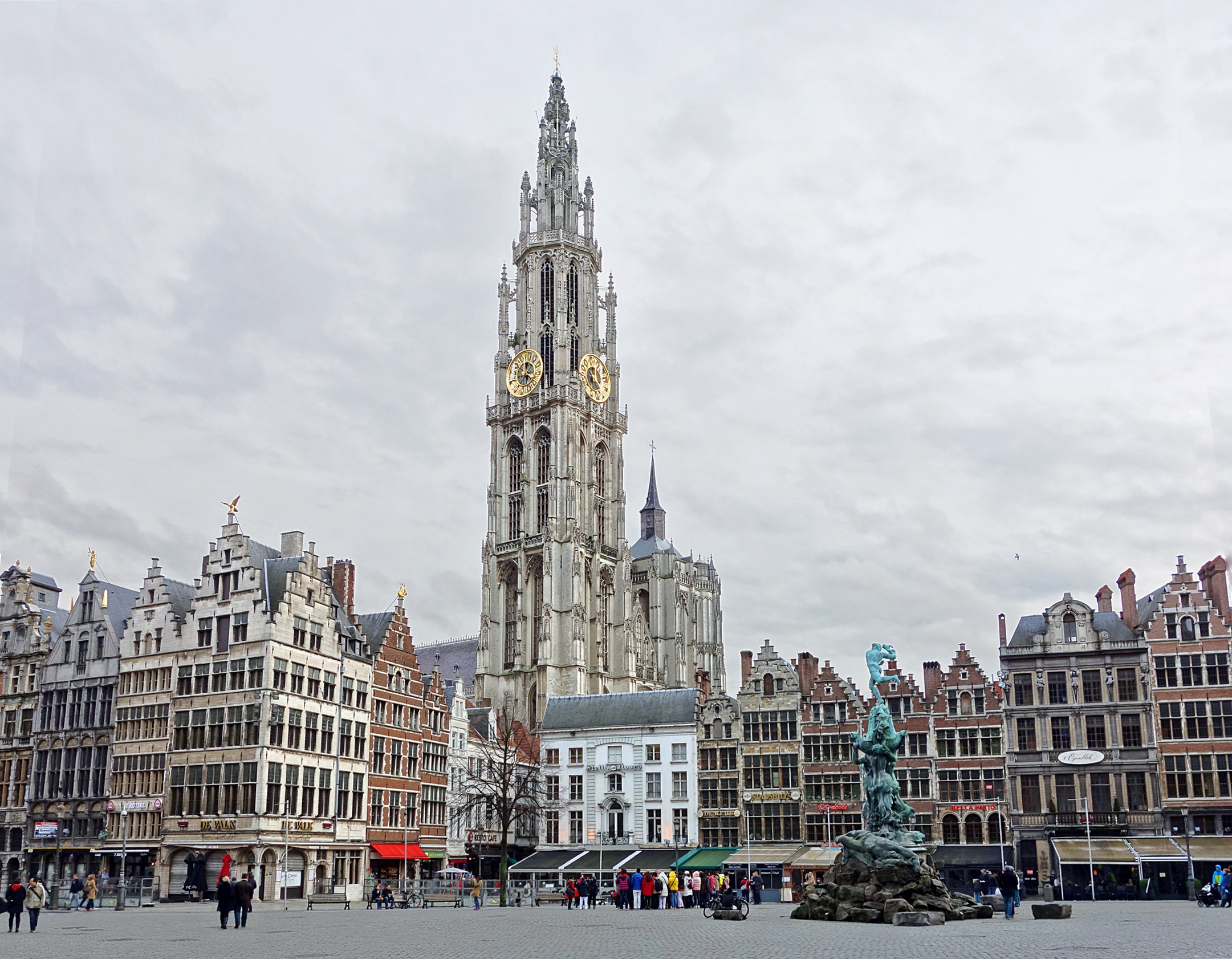
Catedrala văzută din Piața Mare.

Este o biserică gotică în formă de cruce latină, a cărei construcție a durat aproape două secole: din 1352 până în 1521. Catedrala este una din culmile artei gotice brabantine, dar reprezintă un tip particular al acestui stil. Astfel, nu se găsesc în navă coloanele cilindrice peste care să fie așezate capiteluri cu două rânduri de foi de varză ca la Bruxelles sau la Malines, ci mulți stâlpi complecși ale căror colonete se avântă ca într-un singur jet de la sol până la bolțile de ogive. În afară de aceasta, marile arcade situate între nava centrală și culoarele de trecere, sunt deosebit de largi, iar triforiul a fost abandonat. În locul acestuia se află o friză care este așezată deasupra nivelului marilor arcade.
În sfârșit, fațada occidentală (Westbau) cu trei portaluri și cele două turnuri ale sale, inspirată de catedrala din Bruxelles, este de stil francez, dar fără rozasă.
Giuvaerul catedralei este turnul său de nord, de stil gotic brabantin flamboaiant, care măsoară 123 de metri înălțime.
O parte din mobilier și din picturile interioare sunt de stil neogotic. Numeroase pietre tombale / pietre de mormânt sunt inserate în pardoseala cu dale.

## Turnurile

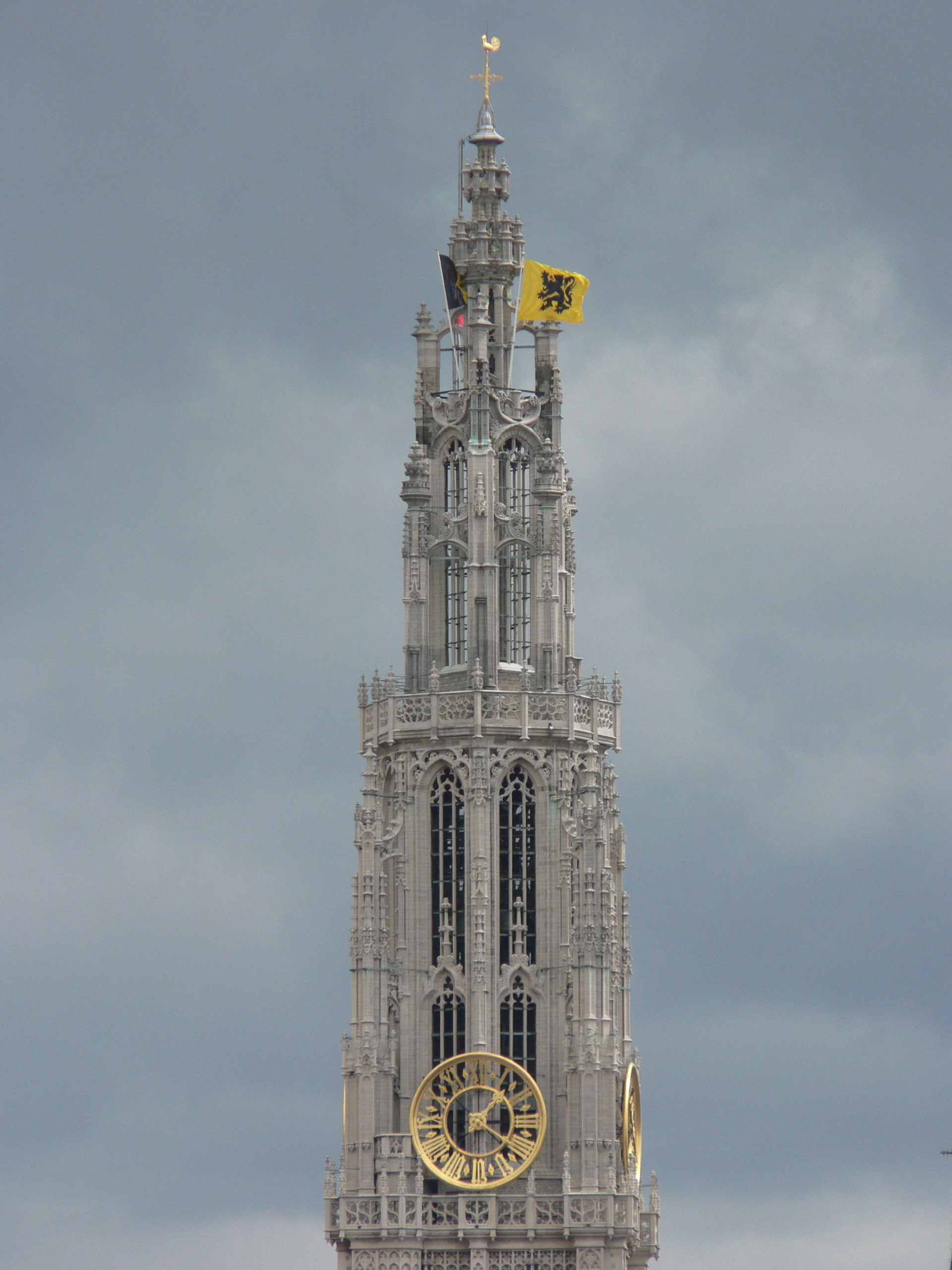
Marele turn de nord, vedere de pe malul stâng al fluviului Escaut

Catedrala din Anvers este prevăzută cu trei turnuri.
Turnul de nord, care măsoară circa 123 de metri înălțime, a fost finanțat de oraș. Remarcabil prin faptul că este ușor și elegant, constituie o frumoasă capodoperă a stilului gotic flamboaiant. Este cel mai înalt turn de la toate bisericile din Benelux.
Turnul de sud, care măsoară 65 m, era prevăzut să fie de aceeași înălțime și simetric în raport cu turnul de nord. Trebuia să fie finanțat de parohie. A rămas neterminat întrucât avea planuri pentru o biserică încă mai mare. De altfel, niciunul din cele două turnuri nu a atins înălțimea prevăzută în planuri.
În 2010, orașul a organizat un concurs pentru imaginarea unui mod de terminare a turnului de sud  cu scopul „să se joace cu ideea de absență, să genereze interes.“ Concursul se baza pe ideea că „prin accentuarea lipsei, structura este pusă în valoare.“ Regulamentul concursului nu cerea,  în mod obligatoriu, un proiect realizabil: producțiile primite constituiau cel mai adesea  variații pe tema absenței acestui turn decât un veritabil proiect.
În sfârșit catedrala posedă un turn-lanternou cu trei etaje de ferestre, deasupra unui enorm bulb. Se înalță deasupra transeptului. Este destinat ameliorării iluminării vastului edificiu devenit întunecos la îndepărtarea de nava centrală și de cor, în raport cu golurile laterale.

## Opere de artă majore

### Picturi

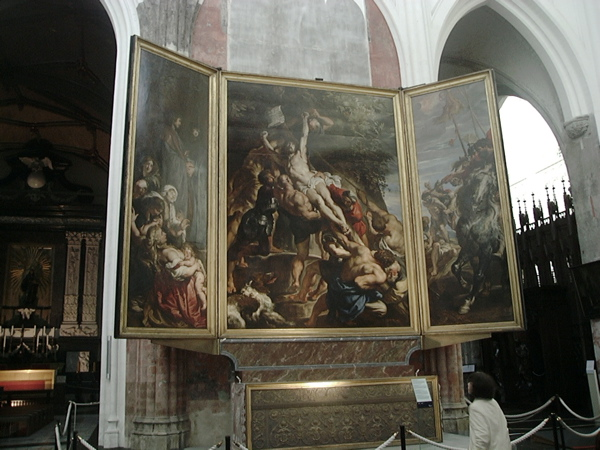
Ridicarea Sfintei Cruci, de Peter Paul Rubens - Catedrala Notre-Dame din Anvers

Catedrala adăpostește câteva capodopere majore ale picturii flamande, între care 8 tablouri monumentale pictate de Peter Paul Rubens special pentru catedrală;
- Ridicarea Sfintei Cruci - triptic de Rubens (ulei pe lemn de 4,60 m × 3,40 m pentru panoul central și 4,60 m × 1,50 m pentru panourile laterale). Acest tablou a fost conceput pentru altarul principal de la vechea biserică Sfânta Walburge aproape de Steen, și transferată la catedrală în 1816.
- Adormirea Maicii Domnului - de Rubens; ulei pe pânză, tablou pictat (în mare parte chiar în catedrală) în 1625-1626 pe un format de 4,90 m × 3, 25 m. Acest tablou a fost dispus în locul vechiului panou sculptat și pictat așezat în spatele altarului, înlăturat în 1581.
- Coborârea de pe Cruce - tot de Rubens, pictată în 1612 pe un panou monumental de 4,21 m × 3,11 m, împodobit cu două panouri laterale de 4,21 m × 1,53 m. Este unul dintre cele mai cunoscute tablouri ale maestrului, comandat de corporația des archebuzierilor al căror patron este Sfântul Cristofor.
- Învierea Domnului a fost terminată în 1612 de Rubens pe un panou (triptic) de talie mai modestă (panoul central de 138 × 198 cm și două panouri laterale (de 138 × 40 cm). Acest tablou constituie un epitaf dedicat lui Jan Moretus și Martinei Plantin, doi membri fondatori ai dinastiei Plantin Moretus (celebri tipografi din Anvers), comanditarii fiind înfățișați pe panourile laterale.

Aici se admiră și:
- Resturile unei fresce murale (Omul durerilor) creată de un anonim de la începutul secolului al XV-lea (la înălțime, pe peretele fostei capele a circumciziei, la intrarea în catedrală)
- Adormirea Maicii Domnului (Maria este patroana catedralei). Acest tablou este agățat în fundul bisericii, în spatele altarului principal. A fost realizat de  Abraham Matthijs în 1633) pe o pânză monumentală (5 m × 3,25 m) în cadrul unei serii consacrate Mariei (cu Adormirea [Maicii Domnului] de Rubens (deasupra altarului principal) și Adormirea [Maicii Domnului] sub cupolă de Cornelis Schut).
- Adormirea Maicii Domnului de Cornelis Schut. Această pânză rotundă se mari dimensiuni (5,8 m diametru) a fost terminată în 1647 și dispusă la înălțimea de (43 m), sub  cupolă. O perspectivă în trompe l'œil dă impresia privitorului că cupola este deschisă spre cer.
- un triptic pictat de Jacob de Backer (spre 1580) în memoria lui Christopher Plantin, al cărui panou central, monumental, reprezintă Judecata de Apoi.
- Sfânta Față a lui Cristos denumită și  Vera effigies, pictură în ulei pe marmură albă, poate de școală germanică, datată de la sfârșitul secolului al XVII-lea  (38 × 32 cm).

#### Expoziția «Capodoperele Muzeului Regal reunite în Catedrală»
Din 5 iunie 2009, catedrala a primit și expune o serie de panouri care fuseseră înlăturate în timpul ocupației franceze de la începutul secolului al XIX-lea. Aceste opere fac parte din colecțiile Muzeului Regal de Artă din Anvers, din 1815.
- Christ à la paille, (1618), de Peter Paul Rubens, epitaf al Jan Michielsen și Maria Maes.
- Adorația Păstorilor, (1568), de Frans Floris, panou al corporației grădinarilor.
- Lupta contra îngerilor răzvrătiți, (1554), de Frans Floris, panou al ghildei halebardierilor.
- Adorația Magilor, (cca.1615), de Artus Wolffort, panou al corporației croitorilor.
- Sfântul Luca pictând-o pe Fecioara Maria, (1602), de Maarten de Vos, Otto van Veen și Ambrosius Francken, panou al ghildei Sfântul Luca.
- Predicarea Sfântului Ioan Botezătorul, (ca.1622), de Hendrick van Balen, triptic al corporației tâmplarilor.
- Compătimirea lui Isus, (1509), de Quentin Metsys, panou al corporației tâmplarilor.
- Predicarea Sfântului Éloi, episcop de Noyon, (1588), de Ambrosius Francken, panou al corporației fierarilor.
- Judecata de Apoi cu cele șapte Fapte ale Milei trupești, (ca.1517-1524/25), de Bernard van Orley, panou al preoților camerei săracilor.

### Sculpturi
- Madona cu Pruncul, în marmură de Carrara. Este o piesă a unui sculptor anonim reputată ca un frumos exemplu al sculpturii gotice din secolul al XIV-lea, provenit din școala mosană (de pe valea Meusei). Are 1,27 m înălțime, și se presupune că a fost realizată în împrejurimile orașului Liège pe la 1350. A fost instalată în catedrală în 1866.

- Tabernacul din lemn și alamă aurită în formă de Chivotul Legământului, de stil rococo târziu, acoperit cu basoreliefuri care prefigurează euharistia; se poate vedea pe altarul Confreriei Preasfântului Sacrament (confreria care l-a comandat). Se pare că a fost realizat de Judocus Ignatius Picavet după Hendrik Frans Verbrugghen (1654-1724) și de Henricus II de Potter (1725-1781).

- numeroase sculpturi și ornamentații murale
- Vitraliile
- Lambriurile de stejar
- cele nouă confesionale din 1713 (provin de la abația cisterciană Sfântul Bernard din Hemiksem, și au fost aduse după Revoluția Franceză).

Între 1682-1683, prelații i-au comandat lui Guillielmus Kerricx o nouă incintă în jurul «altarului dogarilor». Această operă conține numeroase referințe la dogărit și la vin sau la struguri.
În 1798, în perioada dominației franceze, incinta a fost vândută la licitație și disparată în diferite elemente, cu o parte din mobilierul catedralei.
În 1991 cinci din reliefurile de marmură au fost răscumpărate în timpul unei vânzări la Christie's la Londra, dintre care 2 au fost cumpărate de provincia Anvers. Un al șaselea relief a fost cumpărat în 1996.
O devoțiune deosebită se practică în fața unei sculpturi numite Maica Domnului din Anvers (nuc policrom, datată din secolul al XVI-lea, înaltă de 1,80 de metri, care ar fi scăpat de faza iconoclastă din 1568. Este însoțită de o reprezentare a celor patru Evangheliști și este așezată astăzi deasupra unui glob terestru și a unei semiluni.

### Orgi
Două orgi ornează catedrala și serviciul divin:
- Marea orgă simfonică Schyven din 1891, al cărui bufet (1657) a fost conceput de pictorul Erasmus al II-lea Quellin și împodobit cu statui de Pieter Verbrugghen I, numără 4 claviaturi manuale, un pedalier, 90 registre și 5.770 de tuburi.
- Orga nouă din 1993, construită de firma elvețiană Metzler, în stil neo-baroc german, are 3 claviaturi, un pedalier, 45 de registre și 3.322 de tuburi.

## Vizite
Edificiul este vizitat de circa 320.000 de persoane în fiecare an. Întreținerea sa necesită 1.500.000 de euro pe an, în parte obținuți prin prețul plătit pentru vizitare.